# Aulographum maculare
Aulographum maculare är en svampart som beskrevs av Berk. & Broome 1861. Aulographum maculare ingår i släktet Aulographum,  och familjen Aulographaceae.   Inga underarter finns listade.